# Рул Лейненбюрґ
Рул Лейненбюрґ (нід. Roel Luynenburg, 23 травня 1945 — 6 листопада 2023) — нідерландський академічний веслувальник.
Бронзовий призер Олімпійських Ігор 1972 року в складі розпашної двійки без стернового, учасник 1968 року.
Бронзовий призер Чемпіонату світу 1966 року в складі розпашної четвірки без стернового.